# Michel Alvès
Pour les articles homonymes, voir Alves (homonymie).
Michel Alvès, né le 14 septembre 1941 à Nice et mort le 20 janvier 2022 à Rochefort est un écrivain français.

## Œuvres

### Romans
- Le Pêcheur, Grasset, 1962
- Entre les barricades, Grasset, 1962
- Le Territoire, Pauvert, 1972, 1974
- Le Livre d'heures, Phébus, 1994  (ISBN 978-2859403133)

### Poésie
- Des lois naturelles, Pauvert, 1972